# Маестро (шахи)
Маестро (італ. maestro, дос. «вчитель, майстер») — звання, що надається видатним майстрам-шахістам у деяких закордонних країнах.
З розвитком шахового мистецтва в кінці XVIII—XIX ст. цей термін став шаховим.

## Історія
Цієї назви удостоювалися видатні гравці — майстри. Поступово до цієї назви додалася інша — майстер (maister) під впливом німецької та австрійської шахової термінології.
Маестро вважалися шахісти, які набрали у конгресах Німецької шахової спілки та інших великих змаганнях не менше третини від максимальної кількості очок. Звідси з'явилася синонімічна назва «майстердріттель» (нім. Maisterdrittel).
На початку 1920-х років звання Маестро зберігалося в СРСР, але із створенням шахової організації в 1924 р. було замінене званням «майстер».
Серед українців (вихідців з України) Маестро стали:
Є. Зноско-Боровський (15-й конгрес, 1906);
Ф. Дуз-Хотимирський (міжнародний турнір в Карлсбаді, нині Карлові Вари, 1907);
О. Евенсон (Петербург, 1913—1914).
Це звання мали також О. Бернштейн, М. Руднів, Ю. Боголюбов.